# Боднарчук Андрій Богданович
Андрі́й Богда́нович Боднарчу́к (1988—2022) — старший  солдат Збройних сил України, учасник російсько-української війни, що загинув у ході російського вторгнення в Україну в 2022 році.

## Життєпис
Андрій Боднарчук народився 14 грудня 1988 року в місті Южноукраїнську на Миколаївщині. У ході повномасштабного російського вторгнення в Україну проходив військову службу на посаді старшого солдата розвідувального взводу механізованого батальйону. Андрій Боднарчук загинув 1 квітня 2022 року поблизу Олександрівки Херсонського району Херсонської області. У понеділок 4 квітня 2022 року в його рідному Южноукраїнську в Палаці культури «Енергетик» відбулося церемонія прощання з мужнім воїном.

## Нагороди
- орден За мужність III ступеня (2022, посмертно) — за особисту мужність і самовіддані дії, виявлені у захисті державного суверенітету та територіальної цілісності України, вірність військовій присязі[3].